# Campeonato Asiático de Atletismo em Pista Coberta de 2006 - Resultados
Estes são os resultados do Campeonato Asiático de Atletismo em Pista Coberta de 2006 que ocorreram de 10 e 12 de fevereiro de 2006 em Pattaya, na Tailândia.